# Alexander Kerr

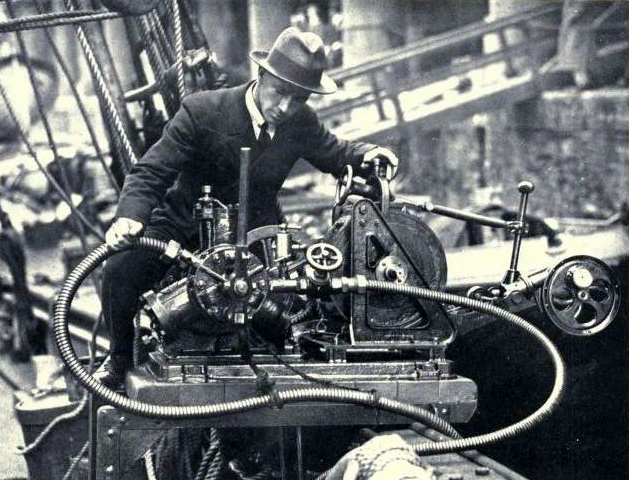
Alexander Kerr mit einer Lucas-Lotmaschine (1921)

Alexander John Henry Kerr (* 2. Dezember 1892 in Ilford, Essex; † 4. Dezember 1964 in London) war ein britischer Schiffsingenieur, der an der Endurance-Expedition (1914–1917) und der Quest-Expedition (1921–1922) des britischen Polarforschers Ernest Shackleton in die Antarktis teilnahm.

## Leben
Kerr war der Sohn von John Charles Kerr (1848–1914), einem Kapitän der britischen Handelsmarine, und dessen Frau Emily Susan Kerr (1853–unbekannt). Nach der Schulzeit ging er zur Royal Navy und bestand schon in sehr jungen Jahren seine Prüfungen zum Schiffsingenieur. Danach arbeitete er auf dampfgetriebenen Öltankern, bevor er sich bei Ernest Shackleton für die Teilnahme an dessen zweiter eigener Antarktisexpedition bewarb. Mit 21 Jahren war er bis zum Erscheinen von Perce Blackborow das jüngste Mitglied der Mannschaft.
Kerr galt unter seinen Kameraden als ruhig und äußerst verlässlich. Zu Lewis Rickinson, dem leitenden Maschinisten an Bord der Endurance, mit dem er sich eine Kajüte teilte, entwickelte sich eine enge Freundschaft. Seine Kenntnisse erwiesen sich nach dem Untergang des Schiffs und dem Zwangsaufenthalt auf dem Meereis als hilfreich; er richtete die improvisierte Feldküche für den Koch Charles Green ein. Nach der Anlandung auf Elephant Island musste er sich der Extraktion eines Zahns ohne ausreichende Betäubung unterziehen. Er gehörte zu den Männern, die auf der Insel rund viereinhalb Monate ausharrten, bevor sie am 30. August 1916 durch den Schlepper Yelcho gerettet wurden. Für seine Verdienste um die Expedition erhielt Kerr die Polar Medal in silberner Ausführung.
Nach seiner Rückkehr von der Forschungsreise diente er im Ersten Weltkrieg bei der Royal Navy auf Minenabwehrfahrzeugen. Er heiratete seine Jugendliebe Lillian Mitchell, mit der er einen Sohn und eine Tochter bekam, und ließ sich in East Ham nieder. 1921 folgte er Shackletons Ruf zur Teilnahme an der Quest-Expedition, in deren Folge der Expeditionsleiter am 5. Januar 1922 im Hafen von Grytviken auf der Insel Südgeorgien starb. Im Anschluss daran fand er eine Stellung als Ingenieur bei der Handelsmarine und arbeitete später an Bord von auf der Themse operierenden Schleppern. 1934 wechselte er die Branche und war fortan als Großhandelskaufmann und im Zeitschriftenhandel tätig. Kerr starb nach langer Krankheit im Londoner Stadtteil Stepney zwei Tage nach Vollendung seines 72. Lebensjahres.